# 森村稔
森村 稔（もりむら みのる、1935年 - ）は、日本の評論家。
大阪府生まれ。東京大学文学部卒業。博報堂勤務を経て、1963年にリクルート入社。出版部長、制作本部長、専務取締役。1997年、退職後、東京経済大学・お茶の水女子大学講師。作文指導・メディア論などを担当。

## 著書
- 『スペシャリスト時代』実業之日本社1964実日新書
- 『昇進術入門』文芸春秋　1968ポケット文春
- 『仕事を活かすセンス 魅力あるボスと部下たち』東洋経済新報社　1972
- 『頭の散歩』産業能率大学出版部　1981
- 『クリエイティブ志願』青英舎　1983　のちちくま文庫
- 『朝の独学』筑摩書房　1987
- 『ネクタイのほどき方』筑摩書房　1988
- 『読書人志願』青英舎　1993
- 『自己プレゼンの文章術』2007　ちくま新書
- 『青空は片思い』書肆アルス　2011

## 共編著
- 『広告マンの世界 茶の間の明日を描く人たち』天野祐吉共著　東洋経済新報社　1967
- 『上出来の人生だが… サマセット・モームの警句とお喋り』編著　産能大学出版部　1994

## 翻訳
- ロバート・S.カプラン『広告入門 広告界の新人のために』鴨田重行、田中寿夫共訳　大学広告出版部　1962